# Бланк, Лика Александровна
Лика Александровна Бланк (род. 4 августа 1980, Москва) — российский медиаменеджер, продюсер анимационных проектов, документальных и художественных фильмов, телесериалов, TV-шоу. Всего в её фильмографии — 82 картины.

## Биография
Родилась 4 августа 1980 года в Москве, в семье кинорежиссёра Александра Бланка. Несмотря на желание семьи приняла решение не продолжать кинематографическую династию и окончила факультет журналистики МГУ. Однако, позже все-таки решила связать свою жизнь с кинематографом.

### Карьера
В 1997−2006 годах занимала различные должности в европейских и российских медиакомпаниях, в том числе в российском бюро ZDF и на телеканале «РЕН-ТВ».
В 2010—2012 годах возглавляла молодёжный телеканал MTV Russia и продюсировала молодёжные телесериалы, в том числе сериал «Чемпионки»
Ранее работала на немецком канале Das Vierte, а также телеканале Mini Movie на территории США, Люксембурга и России.
В 2015—2016 годах Лика Бланк была генеральным продюсером телевизионного холдинга «СТС Медиа» и генеральным директором входящих в холдинг каналов «Домашний» и CTC Love.
Ей удалось полностью обновить «Домашний», значительно подняв его долю аудитории, и практически удвоить долю аудитории канала CTC Love. Одновременно стала продюсером многих успешных сериалов холдинга, в том числе «Ивановы-Ивановы», «Отель» и «Вы все меня бесите».
С 2017 года активно сотрудничает с киностудией «Союзмультфильм», где стала продюсером новых сериалов киностудии «Простоквашино» и «Оранжевая корова», которые быстро набрали популярность.
В 2022 году киностудия «Союзмультфильм» совместно со студией Magic Factory презентовала полнометражный анимационный фильм «Чинк: Хвостатый детектив», созданный на основе движка для компьютерных игр. Картину продюсировала Лика Бланк.
В 2021/2022 гг. Лика Бланк также выступила одним из продюсеров фильма «Чебурашка», который был признан самым кассовым фильмом в российском кинопрокате.
В настоящее время также продюсирует совместный проект «Союзмультфильма» и Magic Factory — анимационный фильм «Формула воды», премьера которого планируется в 2023 году.
Также, является генеральным продюсером Киностудии им. М. Горького с 2019 по 2024 года и студии Magic Factory.
На позиции генерального продюсера Продюсерского центра Киностудии им. М. Горького с 2019 по 2024 года Бланк продолжила запускать новые проекты, которые отвечают современным запросам рынка и аудитории, сохраняя традиции и ценности одной из старейших и крупнейших киностудий в России.
Помимо всего, частью деятельности Лики Бланк является продюсирование производства контента для телеканалов и ОТТ платформ.
В качестве ТВ-продюсера разрабатывала, принимала участие в создании популярных шоу: "Каникулы в Мексике" (MTV), "Беременные" (3 сезона, "Домашний"), "ЯнаСупер" ("Супер"), "СуперАйза" ("Супер"), "Сердца за любовь" (СТС-Love), "Охлобыстины" (ТВ-3), "Свадебный размер" ("Домашний"), "Невеста для Mband" (СТС-Love), "Золото Геленджика" (ТНТ), "Влюбись, если сможешь" (ТНТ), "Звезды в Африке" (3 сезона, ТНТ), "Новые звезды в Африке" (2 сезона, ТНТ), "Это нормально" (48 серий, ТНТ), "Сокровища Императора" (ТНТ).

## Фильмография
| Год  | Название                          |
| ---- | --------------------------------- |
| 2017 | Вы все меня бесите                |
| 2017 | Ивановы — Ивановы                 |
| 2018 | Монсики                           |
| 2018 | Оранжевая корова                  |
| 2018 | Пиратская школа                   |
| 2018 | Приключения Пети и Волка          |
| 2018 | Простоквашино                     |
| 2020 | Зебра в клеточку                  |
| 2020 | Тайны медовой долины              |
| 2021 | Вовка и зима в Тридесятом царстве |
| 2021 | Крутиксы                          |
| 2021 | Лида                              |
| 2021 | Ну, погоди! Каникулы              |
| 2021 | Советский дизайн                  |
| 2021 | Хочу всё знать!                   |
| 2021 | Чуч-Мяуч                          |
| 2022 | Детектор                          |
| 2022 | Ёлки-иголки                       |
| 2022 | Как я встретил её маму            |
| 2022 | Календарь ма(й)я                  |
| 2022 | Кукольник                         |
| 2022 | Мартышкины                        |
| 2022 | Мой папа — вождь!                 |
| 2022 | Молодой человек                   |
| 2022 | Суворов. Великое путешествие      |
| 2022 | Умка                              |
| 2022 | Хвостатые песенки                 |
| 2022 | Чебурашка                         |
| 2022 | Чижик-Пыжик возвращается          |
| 2022 | Чинк: Хвостатый детектив          |
| 2023 | Вера                              |
| 2023 | Лудлвилль                         |
| 2023 | Повелитель ветра                  |
| 2024 | Формула воды                      |
| 2024 | Как я встретил её маму            |
| 2025 | Чебурашка 2                       |

## Заслуги и Награды
- Лауреат премии «Медиа-менеджер России-2015» в номинации «Телевидение»
- отмечена в рейтинге высших руководителей «Коммерсантъ» в категории «Медиабизнес» в 2015/2016 годах[6][7]
- Заняла второе место в «ТОП-10 самых успешных российских продюсеров 2022 года» по версии профильного портала «Синемаплекс»[8]